# 克里斯蒂安娜·布兰德
克里斯蒂安娜·布兰德（德語：Christiane Brand，1973年8月30日—），德国女子赛艇运动员。她曾代表德国参加法国举行的1997年世界赛艇锦标赛，获得女子轻量级四人双桨金牌。